# Йордан, Гендрих
Ге́ндрих Йо́рдан (н.-луж. Hendrich Jordan, 20 февраля 1841 года, Чельно, Лужица, Германия — 3 марта 1910 года, Попойце, Нижняя Лужица, Германия) — лужицкий фольклорист, писатель, издатель, переводчик и педагог. Собирал лужицкие народные басни, песни и другой фольклорный материал. Писал на нижнелужицком языке. Считается самым известным пропагандистом нижнелужицкой литературы второй половины XIX века.

## Биография
Родился 20 февраля 1841 года в лужицкой деревне Чельно. В 1858 году поступил в педагогическое училище, по окончании которого в 1861 году стал работать учителем. В это же время познакомился с лужицким писателем Гандрием Зейлером, знакомство с которым повлияло на его дальнейшие фольклорные исследования в Нижней Лужице. С 1873 года стал работать в селе Попойце. Будучи учителем, собирал лужицкие басни, поговорки, идиомы, легенды и сказки. Собранный им фольклорный материал стал основой для дальнейших фольклорных исследований. Переводил фольклорный материал с немецкого и верхнелужицкого языков, используя его в своём преподавании в сельской школе. В 1866 году вступил в лужицкую культурно-общественную организацию «Матица сербская». Позднее стал основателем нижнелужицкого отделения этой организации.
Публиковал фольклорный материал в журналах «Časopis Maćicy Serbskeje», «Łužičan» и «Łužica» . Сотрудничал с лужицкими писателями Михалом Горником и Арноштом Мукой. С 1880 года по 1885 год редактировал и издавал календарь «Pratyja» на нижнелужицком языке. С 1881 года по 1885 год был соредактором ежедневной лужицкой газеты «Bramborski casnik» (сегодня — «Nowy Casnik»). В 1884 году обнаружил рукопись конца XVI века «Gregoriusowe kěrlušowe knižki», которая в настоящее время входит в состав так называемой группы «Лужицкие языковые памятники». В 1905 году основал мужской фольклорный хор.
Преподавал в селе Попойце до своей смерти. Скончался 3 марта 1910 года.
Отец Гайно Йордана и Карло Йордана.

## Основные сочинения
- «Lijeńca», ČMS 25 (1872), S. 6-7
- 2Delnołužiske ludowe pěsnje", ČMS 27 (1874), S. 65-98
- «Delnjoserbske słowa», ČMS 29 (1876), S. 70-77
- «Delnjołužiske ludowe bajki», ČMS 29 (1876), S. 14-21; ČMS 30 (1877), S. 104—109; ČMS 32 (1879), S. 56-64
- «Khěrlušowe knižki Gregorija D… z lěta 1590», ČMS 37 (1884), S. 166—172
- «Delnjołužiski wotrjad Maćicy Serbskeje», ČMS 42 (1889), S. 160
- «Delnjołužiske ptače mjena», ČMS 45 (1892), S. 130—133
- «Delnjołužiske swójbne mjena», ČMS 45 (1892), S. 138—143
- «Pismowstwo delnjołužiskich Serbow: Wot lěta 1881—1900», ČMS 55 (1902), S. 13-20
- «Delnjoserbske přisłowa», ČMS 55 (1902), S. 118—123, 143—144
- «Najrjeńše ludowe bajki», 1860
- «Kak su naši stari hojili», 1877
- «Šěsć delno-łužiwkich přisłowow», 1877
- «Deljnołužiske ludowe přistowa», 1882
- «Prědne źaseś lět Maśice Serbskeje w Dolnej Łužycy», Worjejce, 1891
- Bibliske hulizowańa se Starego Testamenta Schischożane pla O. Hentschela: Worjejce, 1894
- «Drobjeńce ze serbskeje historieje», Worjejce, 1905